# This was their finest hour
This was their finest hour (vertaling: Dit was hun mooiste uur) of kortweg Their finest hour was een 36 minuten durende toespraak van de Britse conservatieve politicus Winston Churchill op 18 juni 1940 tot het Lagerhuis van het Verenigd Koninkrijk. Deze toespraak hield hij iets meer dan een maand na zijn aantreden als premier aan het hoofd van het oorlogskabinet als opvolger van Neville Chamberlain in het tweede jaar van de Tweede Wereldoorlog, toen nazi-Duitsland na Denemarken en Noorwegen ook Nederland, België, Luxemburg en Frankrijk had overrompeld en Groot-Brittannië er door de afzijdigheid van de Verenigde Staten alleen voor kwam te staan.
Het was de derde van drie toespraken die Churchill hield tijdens de Slag om Frankrijk, na zijn toespraken Blood, toil, tears, and sweat op 13 mei en We Shall Fight on the Beaches op 4 juni.
Dit was hun mooiste uur werd door hem geschreven en uitgesproken toen hij wilde aangeven dat een kritiek punt was bereikt, nadat de Franse legerleiding op 16 juni 1940 had aangegeven een wapenstilstand met Duitsland te willen sluiten.
In zijn toespraak trachtte Churchill zijn beleid sinds de evacuatie van de Britse troepen vanuit Duinkerke te verdedigen: alle nog beschikbare troepen moesten worden ingezet om een eventuele invasie van Groot-Brittannië te voorkomen of af te weren.
Op het moment dat het land zich in een hachelijke situatie bevond, sprak hij niet alleen over het nationale voortbestaan en nationaal belang, maar ook over nobele zaken als vrijheid, christelijke beschaving en de rechten van kleine naties waarvoor Groot-Brittannië voorvechter moest zijn en waarin hij een medestander zocht in de Verenigde Staten. Die zouden volgens hem onvermijdelijk geroepen zijn tot meestrijden tegen nazi-Duitsland, zodat men ooit terugblikkend op het kritieke moment waarop tot die vasthoudendheid was besloten zou kunnen zeggen: Dit was hun mooiste uur.
Wat de Franse generaal Maxime Weygand de "Slag om Frankrijk" had genoemd, leek voorbij. Churchill voorzag dat er nu een Battle of Britain zou volgen. Van deze strijd zou volgens hem het hele voortbestaan van de christelijke beschaving afhangen: Hitler weet dat hij ons op dit eiland moet breken of de oorlog verliezen. Falen zou betekenen dat de hele wereld zou wegzakken in de afgrond van een nieuw donker tijdperk.
Finest Hour zou later de titel worden van het tweede deel van Churchills geschiedschrijving van de Tweede Wereldoorlog, over de periode mei - december 1940.